# Europese kampioenschappen jachtgeweer 1968
De Europese kampioenschappen jachtgeweer 1968 waren door het Europees comité van de Union Internationale de Tir (UIT) georganiseerde kampioenschappen voor schutters in het kleiduifschieten. De veertiende editie van de Europese kampioenschappen vond plaats in het Belgische Namen.

## Resultaten

### Trap
| Onderdeel   | Goud                | Zilver             | Brons            |
| ----------- | ------------------- | ------------------ | ---------------- |
| Heren       |                     |                    |                  |
| Individueel | Michel Carrega      | Edoardo Casciano   | Alexander Alipov |
| Team        | Frankrijk           | Italië             | Sovjet-Unie      |
| Dames       |                     |                    |                  |
| Individueel | Elisabeth Von Soden | Valentina Gerasina | Vera Verigina    |

### Skeet
| Onderdeel   | Goud            | Zilver               | Brons            |
| ----------- | --------------- | -------------------- | ---------------- |
| Heren       |                 |                      |                  |
| Individueel | Konrad Wirnhier | Karl Meyer Zu Holsen | Rudolf Polianski |
| Team        | BRD             | Polen                | Denemarken       |
| Dames       |                 |                      |                  |
| Individueel | Larisa Gurvich  | Claudia Smirnova     | Mirella Lenzini  |

1955 · 1956 · 1957 · 1958 · 1959 · 1960 · 1961 · 1962 · 1963 · 1964 · 1965 · 1966 · 1967 · 1968 · 1969 · 1970 · 1971 · 1972 · 1973 · 1974 · 1975 · 1976 · 1977 · 1978 · 1979 · 1980 · 1981 · 1982 · 1983 · 1984 · 1985 · 1986 · 1987 · 1988 · 1989 · 1990 · 1991 · 1992 · 1993 · 1994 · 1995 · 1996 · 1997 · 1998 · 1999 · 2000 · 2001 · 2002 · 2003 · 2004 · 2005 · 2006 · 2007 · 2008 · 2009 · 2010 · 2011 · 2012 · 2013 · 2014 · 2015 · 2016 · 2017 · 2018 · 2019 · 2020 · 2021 · 2022 · 2023 · 2024 ·